# Arabia (merk)

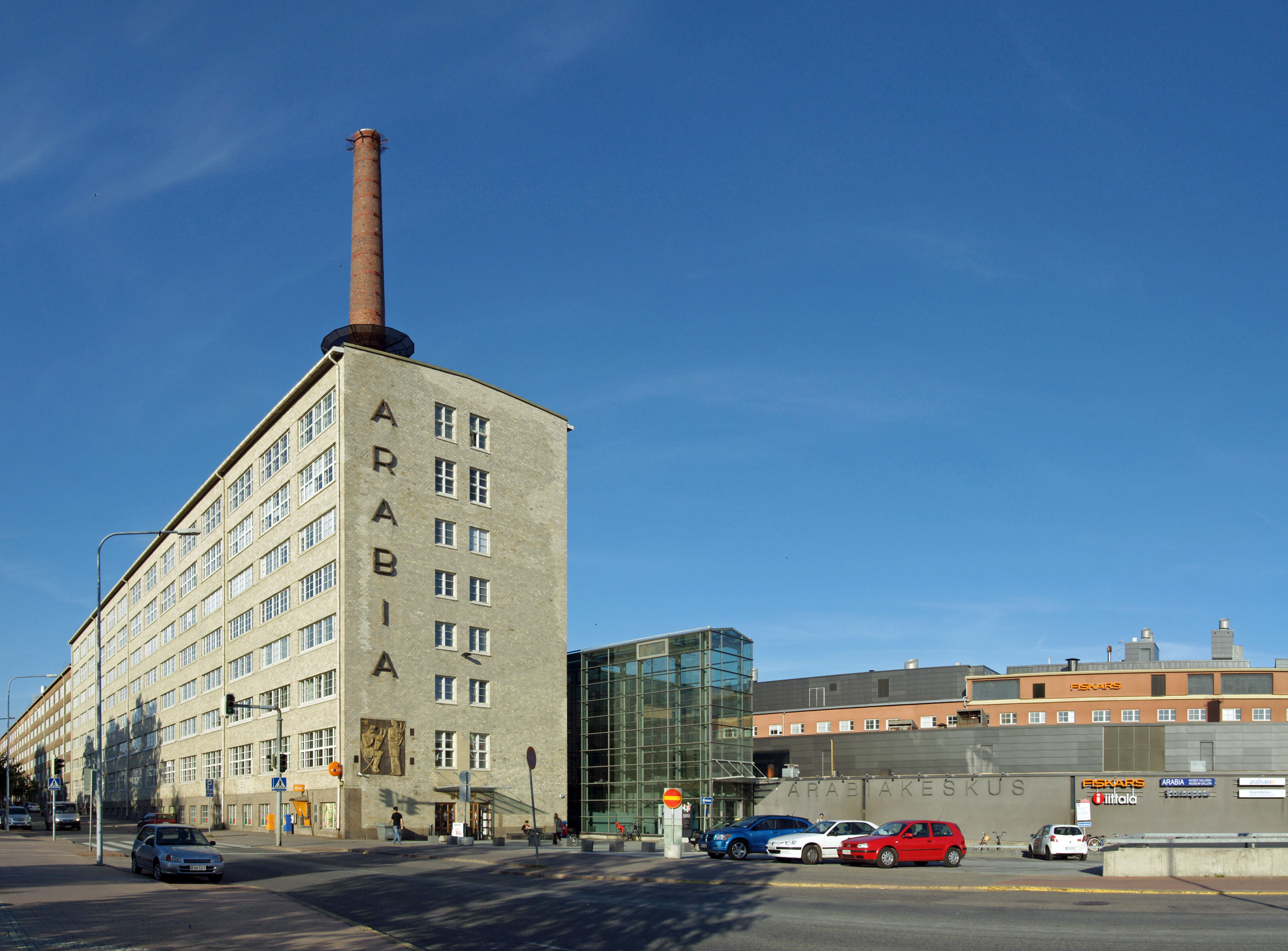
Fabrieksgebouw van Arabia in Arabianranta in Helsinki, nu de Aalto University School of Art and Design.

Arabia is een Fins keramiekbedrijf, gevestigd in Helsinki, dat internationaal bekend werd door het bijzondere ontwerp van zijn producten. Het Finse merk bestaat nog, maar de Arabia-producten worden sinds 2016 buiten Finland gemaakt.

## Geschiedenis
Op 25 november 1873 werd Arabia opgericht als dochteronderneming van de Zweedse porseleinfabriek Rörstrand. De eerste fabrieksgebouwen werden in 1874 gebouwd in Arabianranta, een wijk van Helsinki. Het bedrijf stond sinds 1893 onder leiding van Gustav Herlitz, die in 1881 als technisch directeur in dienst gekomen was. In 1916 verkocht Rörstrand het bedrijf en kwam het in Finse handen, waarbij Herlitz' zoon Carl-Gustav de leiding overnam van zijn vader. In 1932 werd Kurt Ekholm artistiek directeur. Hij richtte een speciale ontwerpafdeling op, waaraan talentvolle designers verbonden waren. Daardoor verwierf het merk een aanzienlijk prestige. Toen Carl-Gustav Herlitz in 1947 aftrad en Kurt Ekholm in 1948 naar Zweden vertrok had Arabia zich ontwikkeld tot het grootste keramiek- en porseleinbedrijf in Scandinavië met 1500 werknemers.
Sinds 1947 heeft Arabia diverse eigenaren gehad. In dat jaar werd het verkocht aan het industrieconglomeraat Wärtsilä, dat het in 1990 verkocht aan Hackman, een Finse fabriek van keukengerei. Later werd die overgenomen door de glasfabriek Iittala, die net als Arabia een reputatie had verworven met design. Iittala werd op zijn beurt in 2007 eigendom van Fiskars, producent van consumentengoederen, die sinds 2015 ook Wedgwood bezit. Ook Rörstrand, Arabia's oorspronkelijke Zweedse eigenaar, maakt deel uit van het concern. Fiskars heeft zijn hoofdkwartier nog steeds in Arabianranta in Helsinki, maar heeft de productie van Arabia in Finland in 2016 beëindigd. Alle Arabia-producten komen sindsdien uit Thailand en Roemenië.

## Design
Onder invloed van Kaj Franck koos men vanaf de jaren zestig voor de strakkere, simpeler vormen die kenmerkend geacht worden voor Fins design. Het aardewerk Kilta, door hem ontworpen, wordt beschouwd als een designklassieker. Ook Ruska (Fins woord voor de bruine herfstkleuren) van ontwerper Ulla Procopé is een beroemde serie. Naast het maken van series serviezen voor de massaproductie gaf Arabia ook ruimte voor individuele ontplooiing van de keramisten op de ontwerpafdeling.

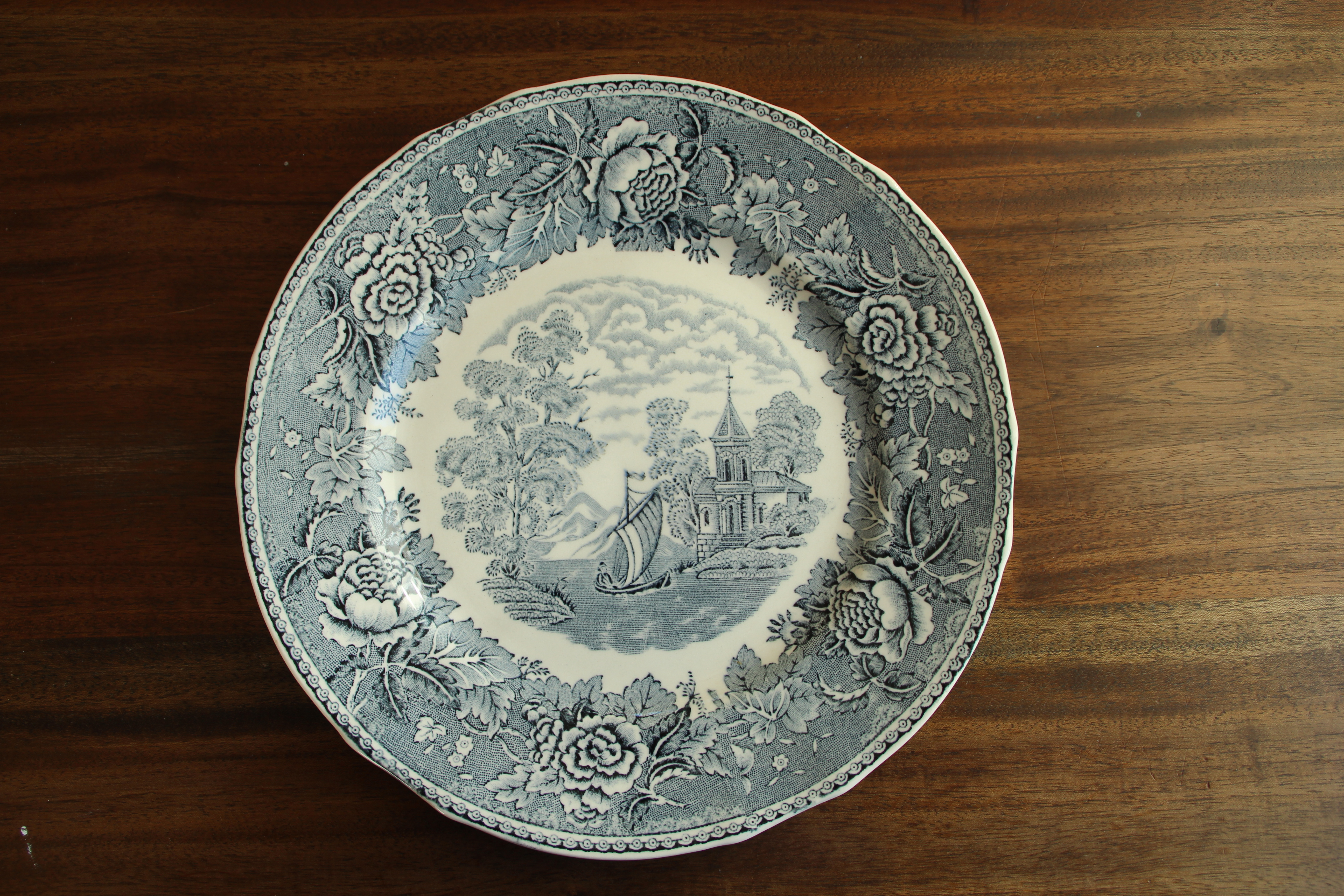
Laat 19e-eeuws Arabia-ontwerp
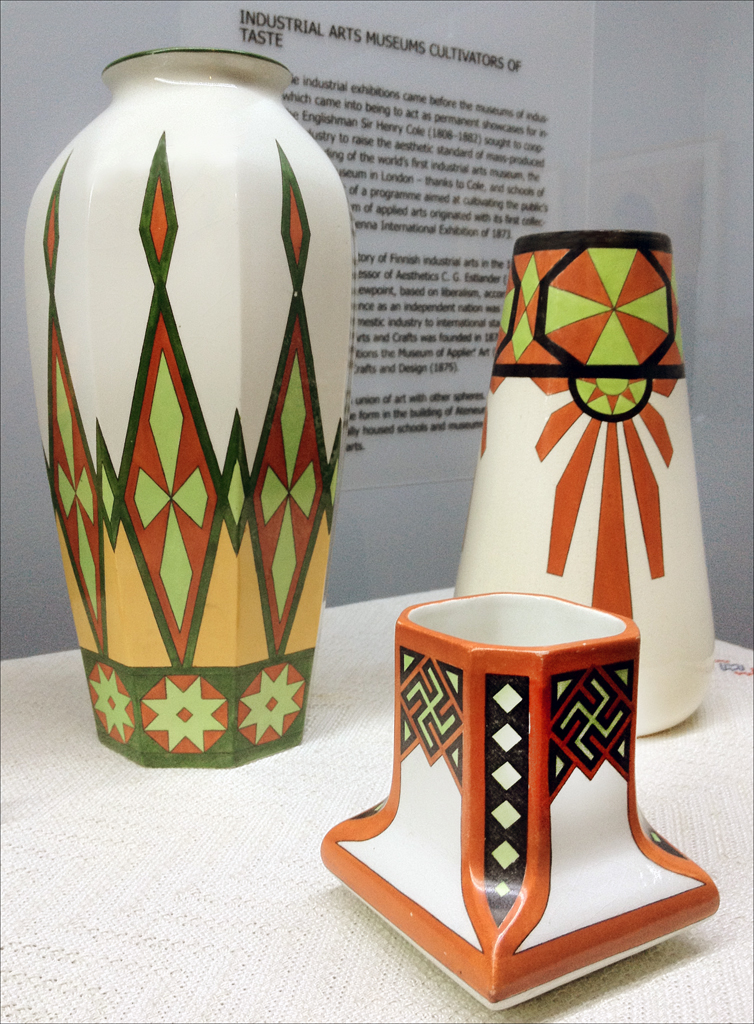
Vazen van de serie Fennia 1902-1920, Designmuseum (Helsinki)
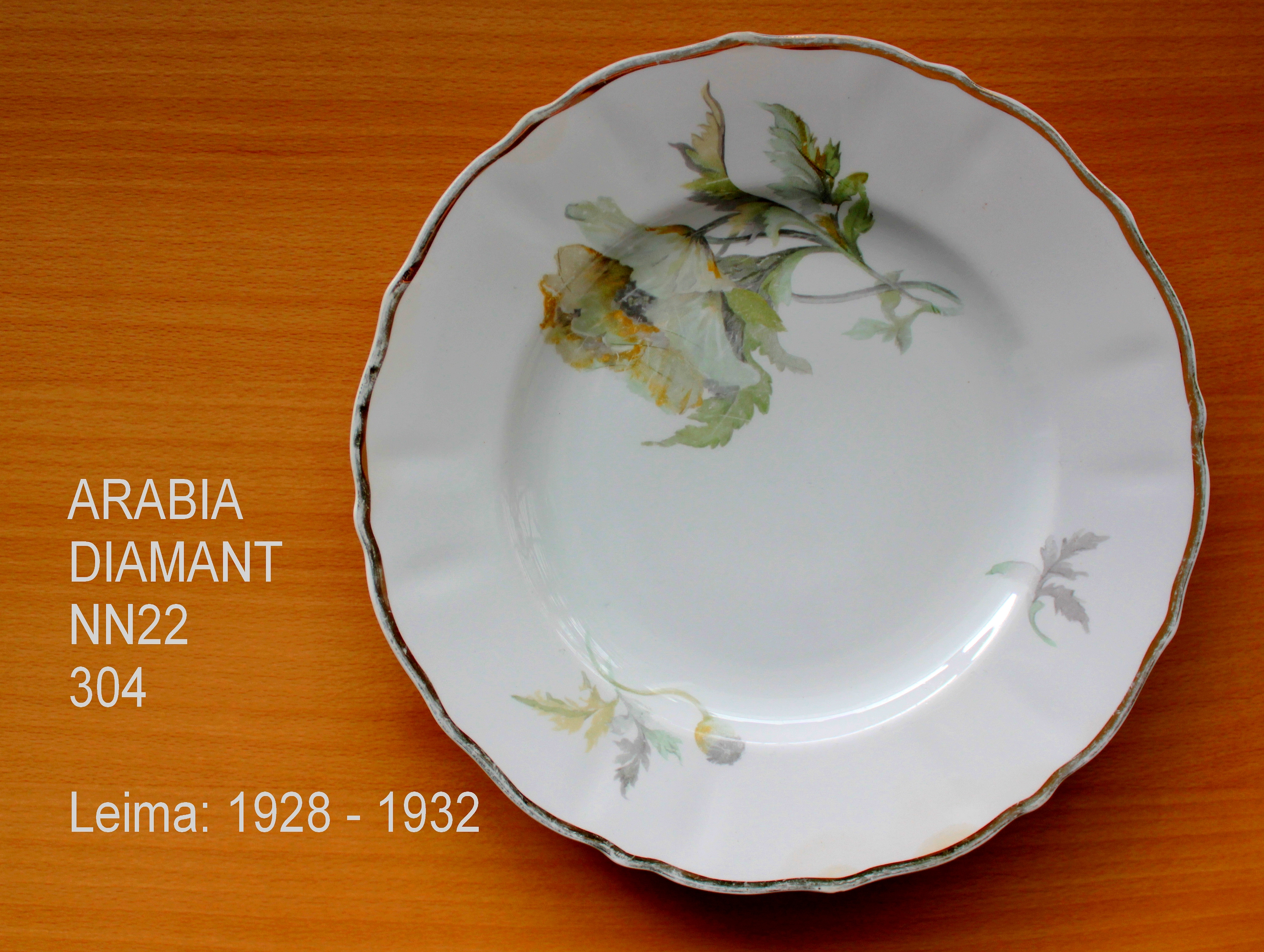
Diamant, 1928-1932
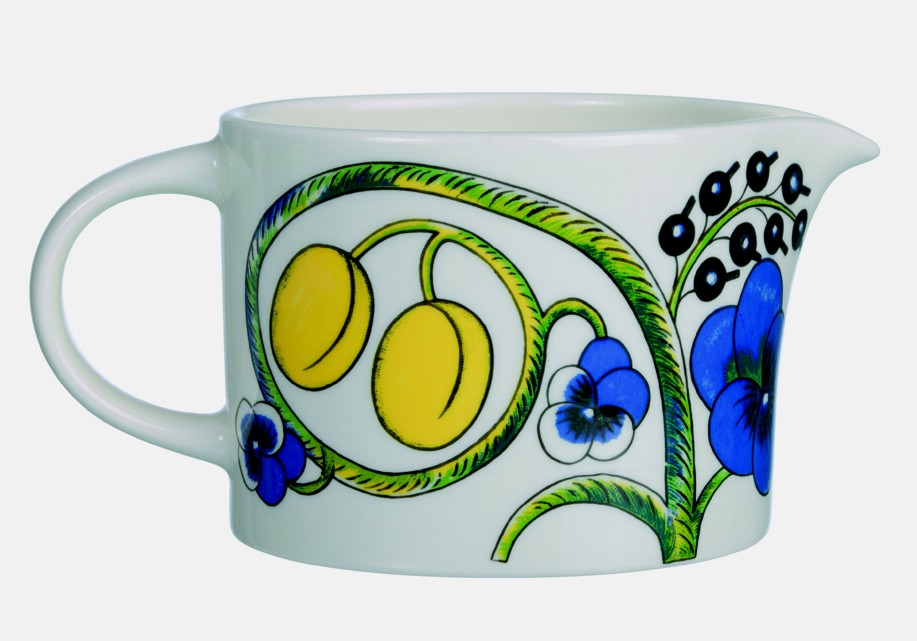
Melkkan uit Paradiisi van Birger Kaipiainen
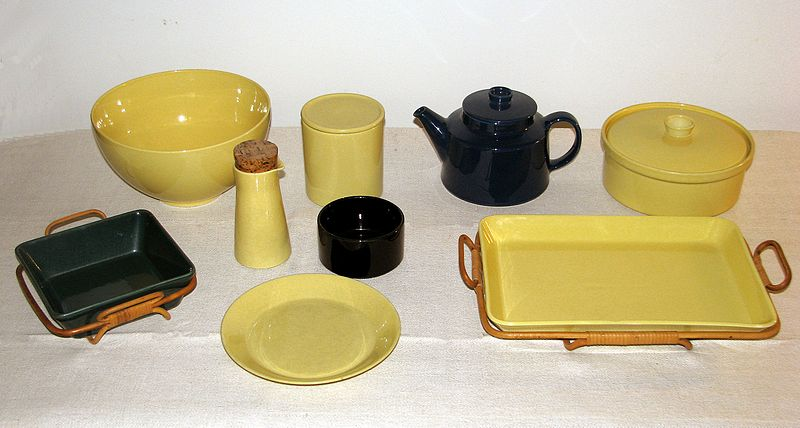
Kilta serie van Kaj Franck
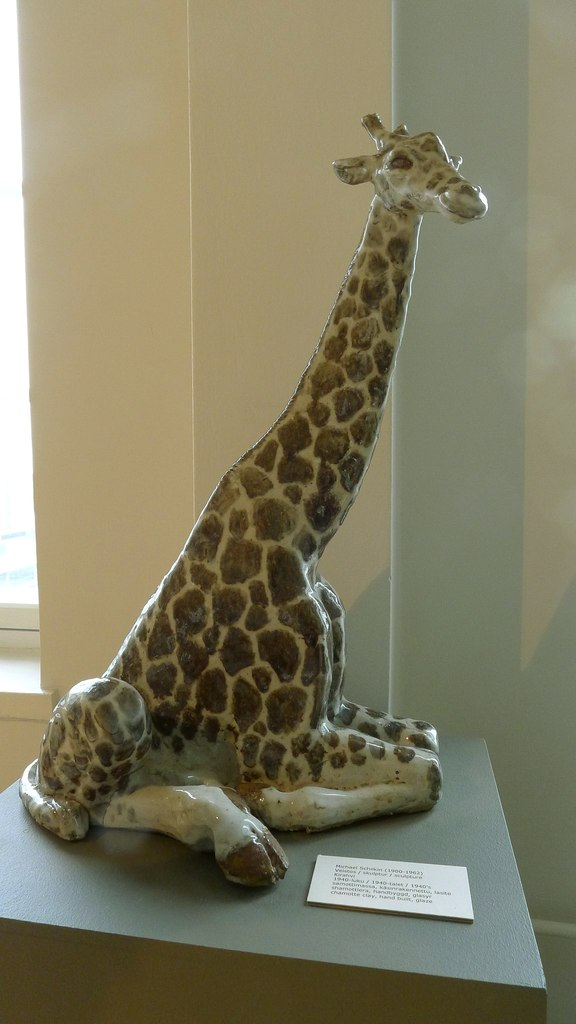
Giraf van Michael Schilkin
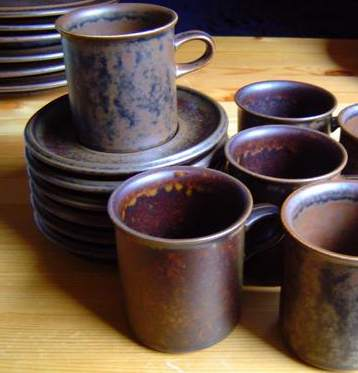
Klassiek aardewerk Ruska van Ulla Procopé
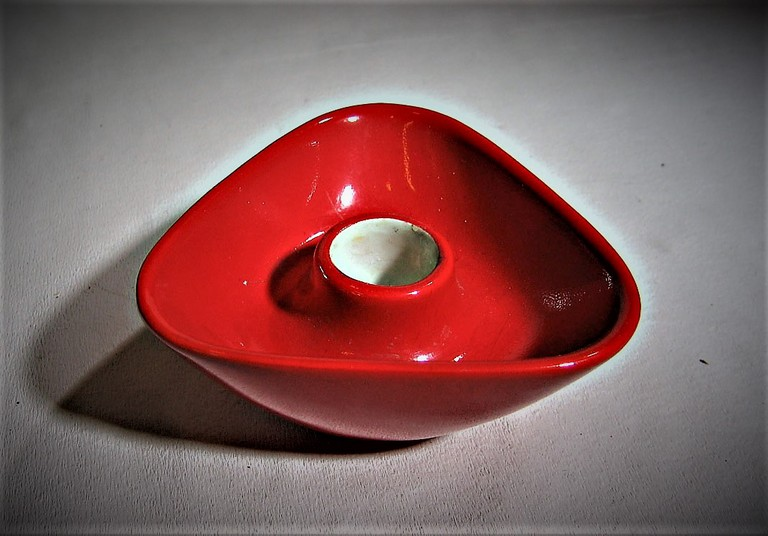
Kaarsenstandaard van Ulla Procopé
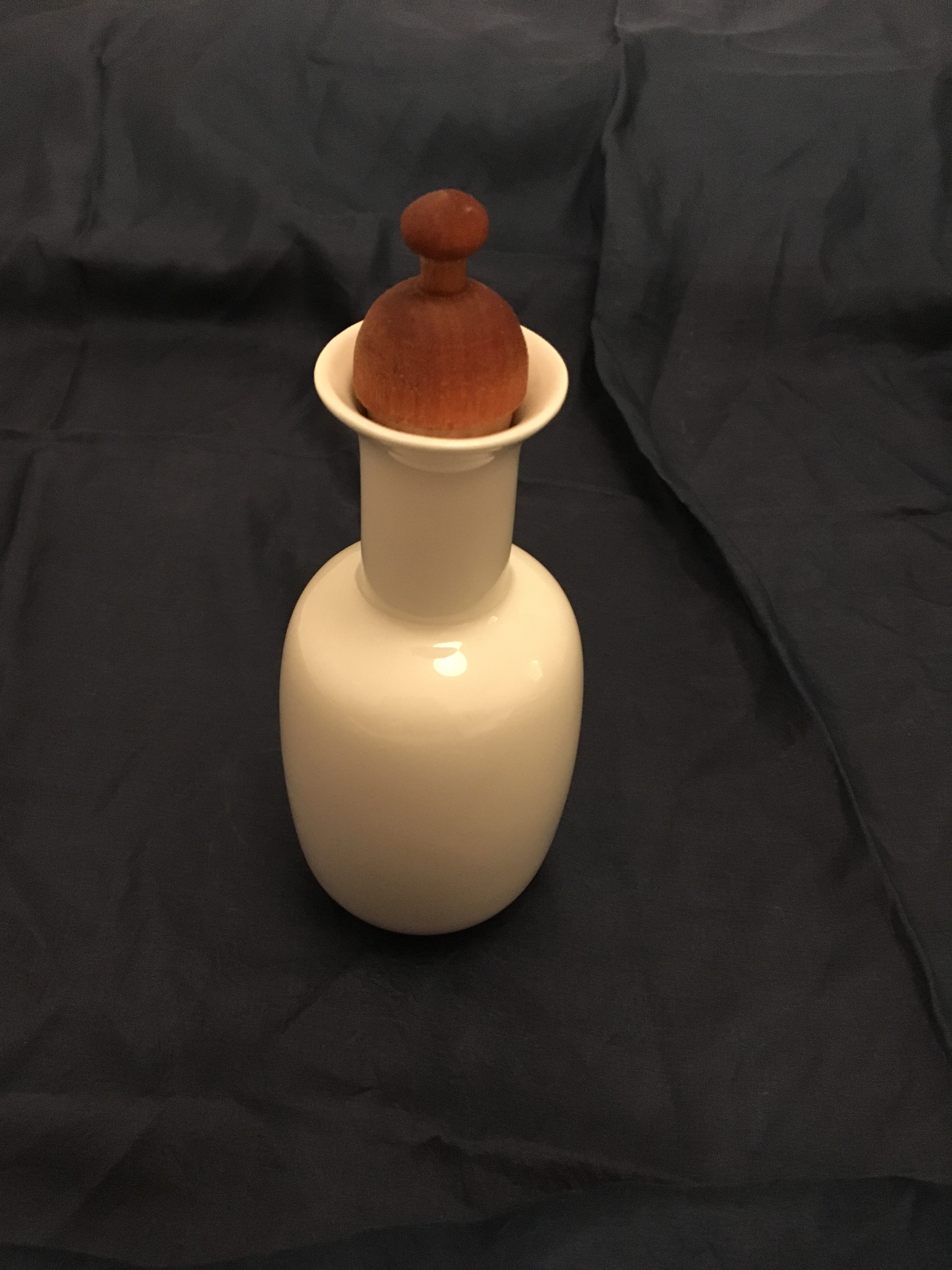
Olieflesje uit servies Artica
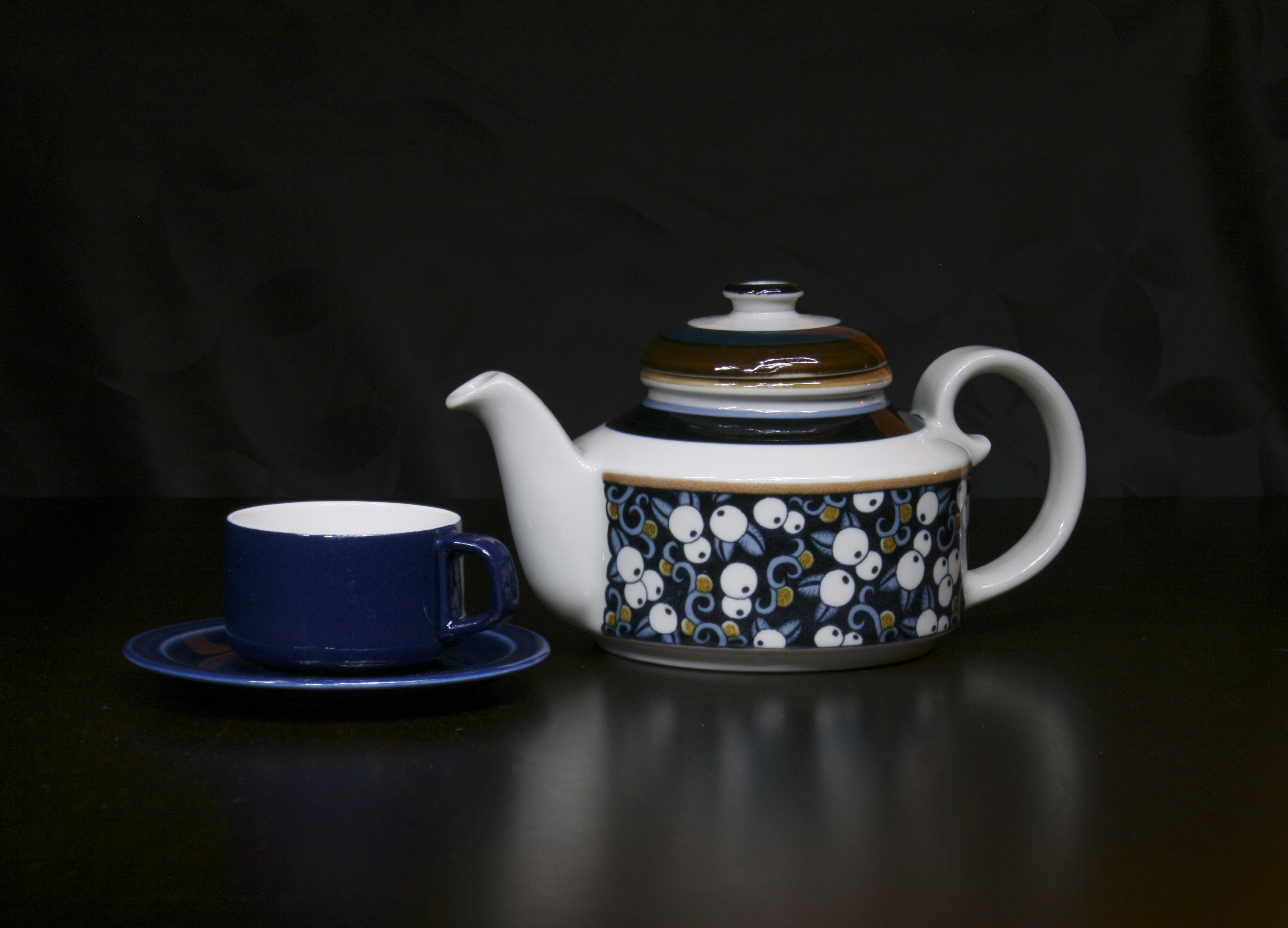
Taika-theepot (1970) van Anja Winquist met decoratie van Inkeri Seppälä
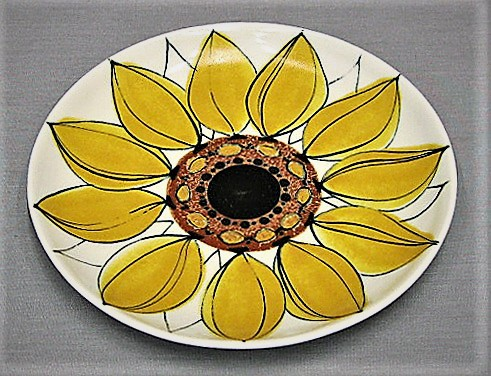
Schaal van Kaarina Aho en Hilkka-Liisa Ahola
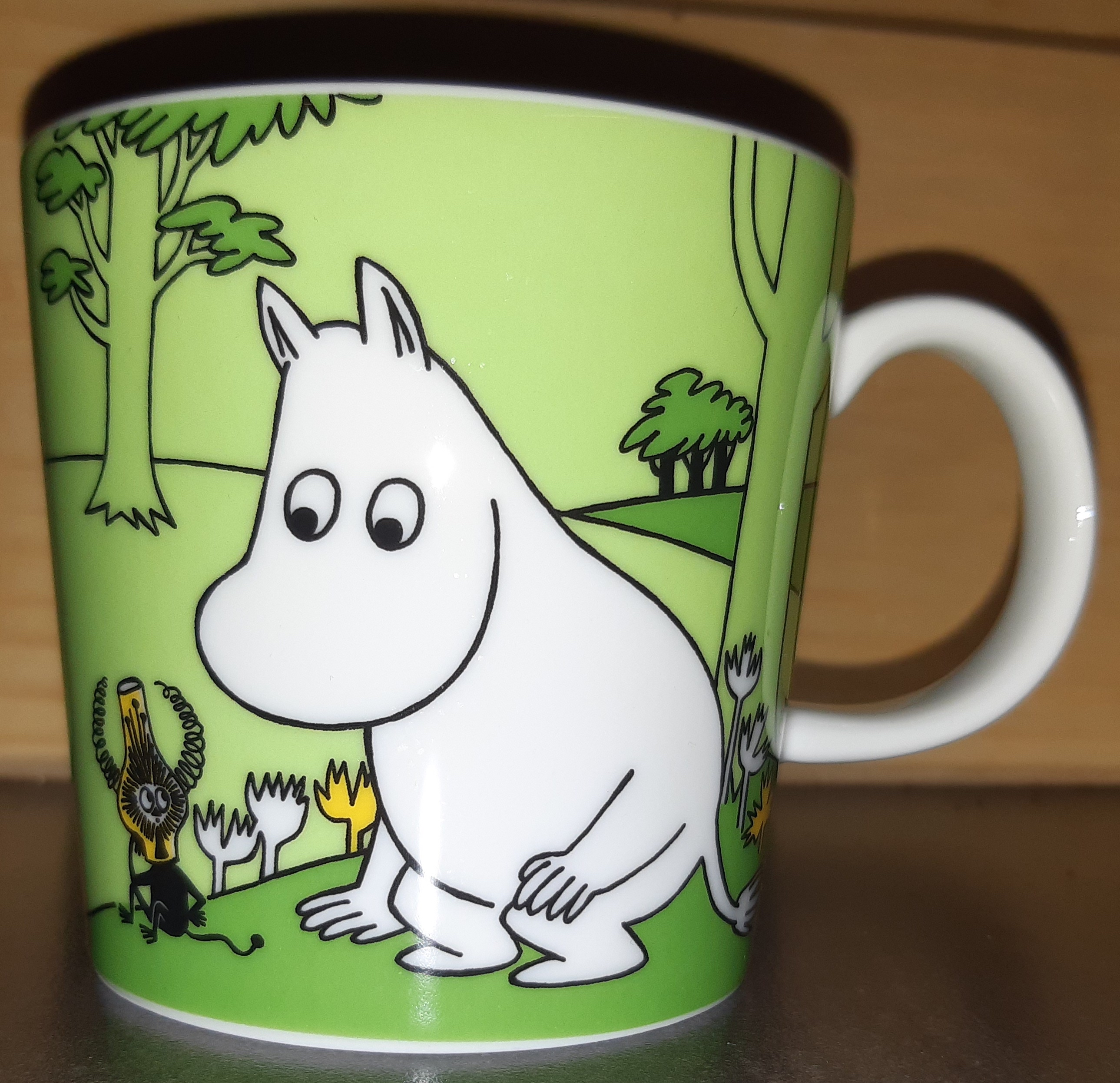
Moem-beker

## Mensen bij Arabia

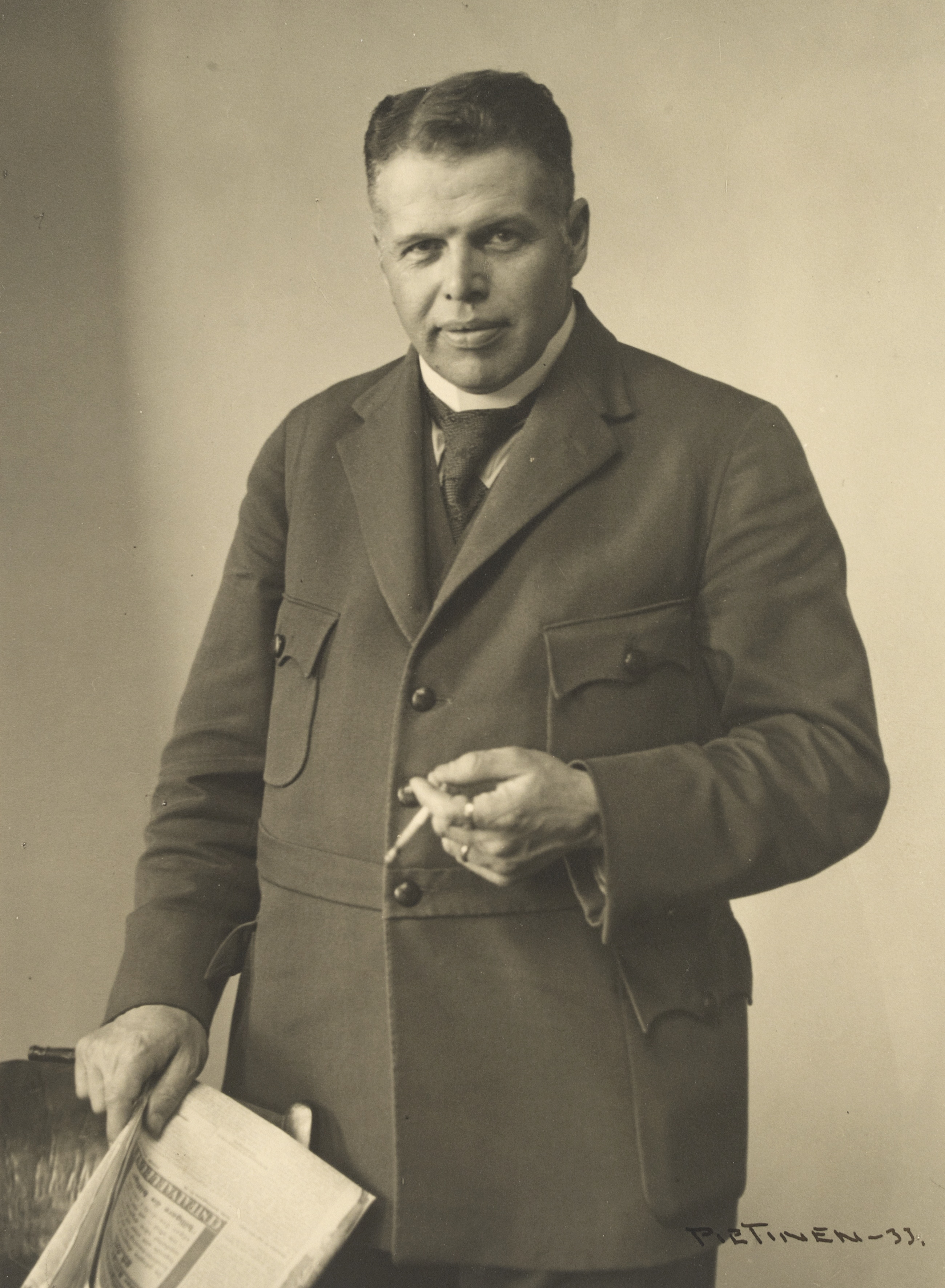
Directeur Carl-Gustav Herlitz in 1933
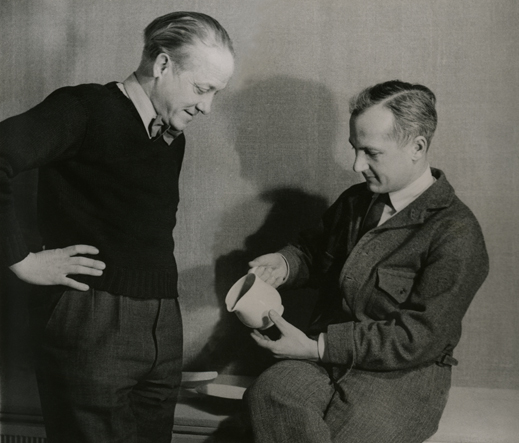
Artistieke leiding: Kurt Ekholm (l.), Kaj Franck
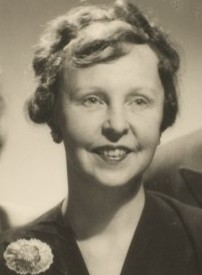
Greta Lisa Jäderholm-Snellman
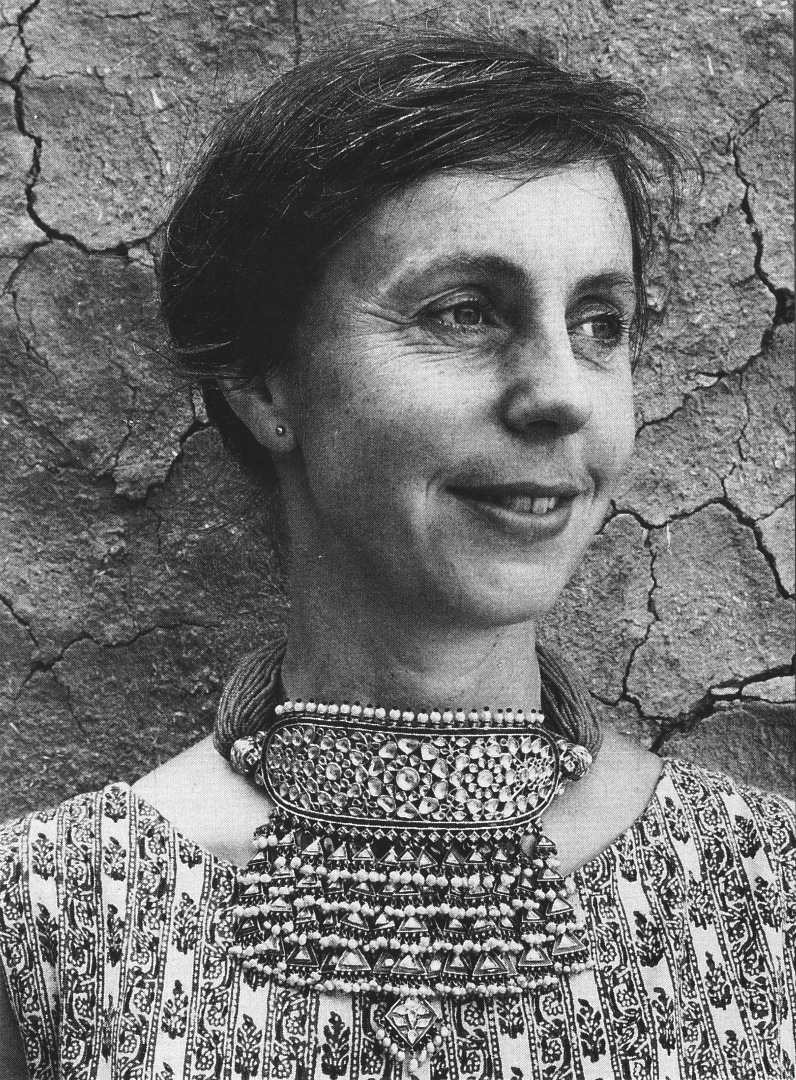
Saara Hopea
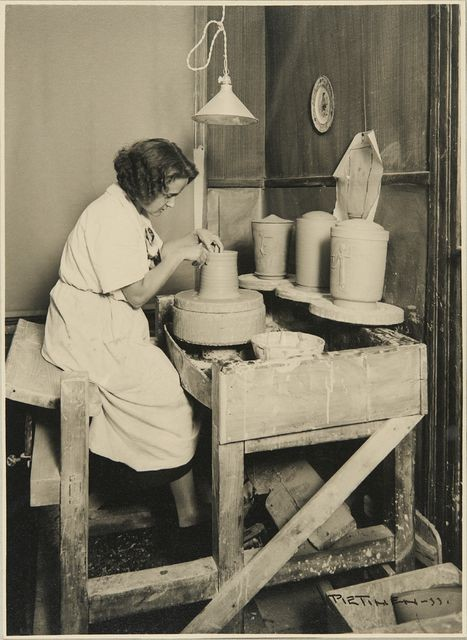
Toini Muona
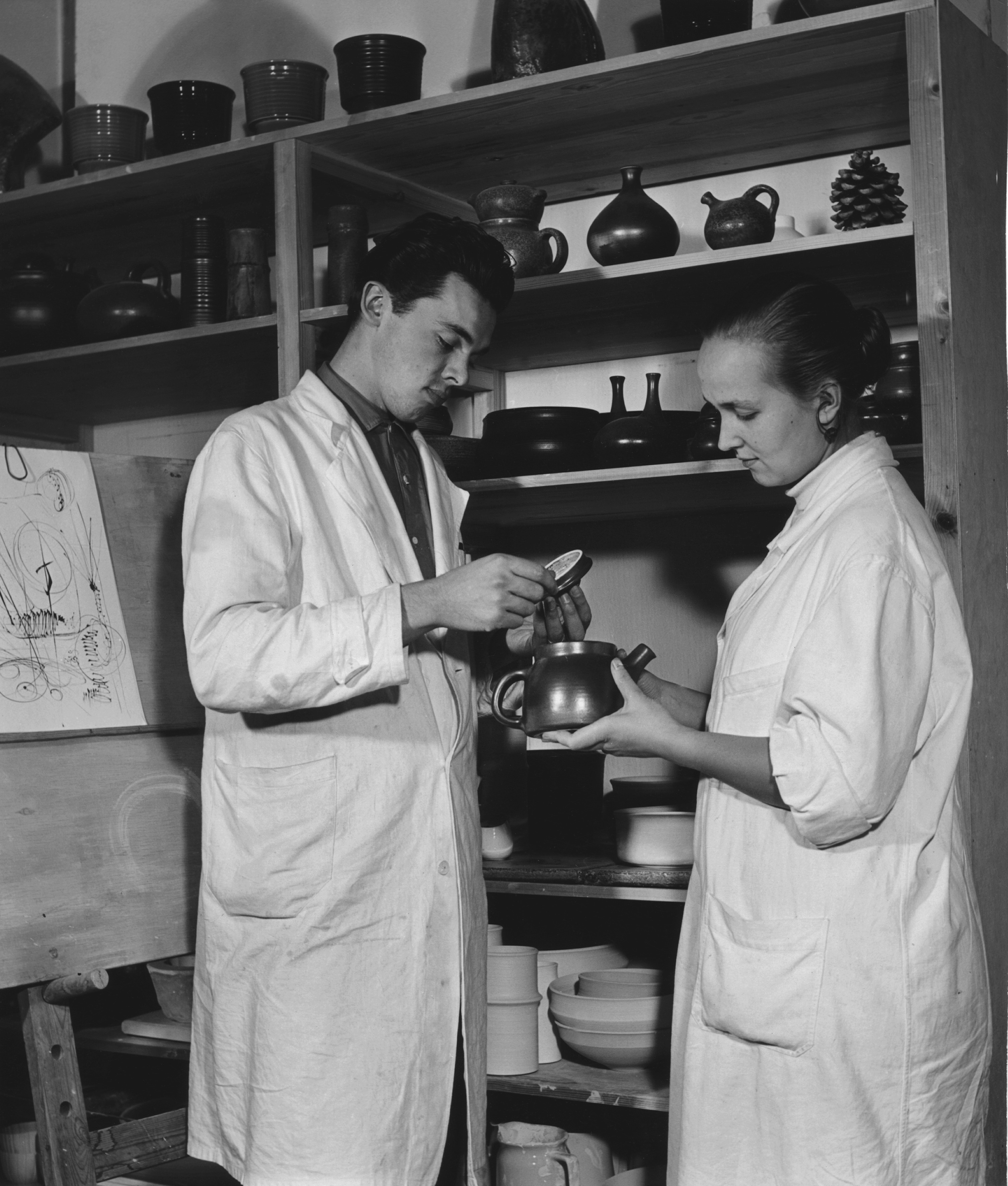
Richard en Francesca Lindh
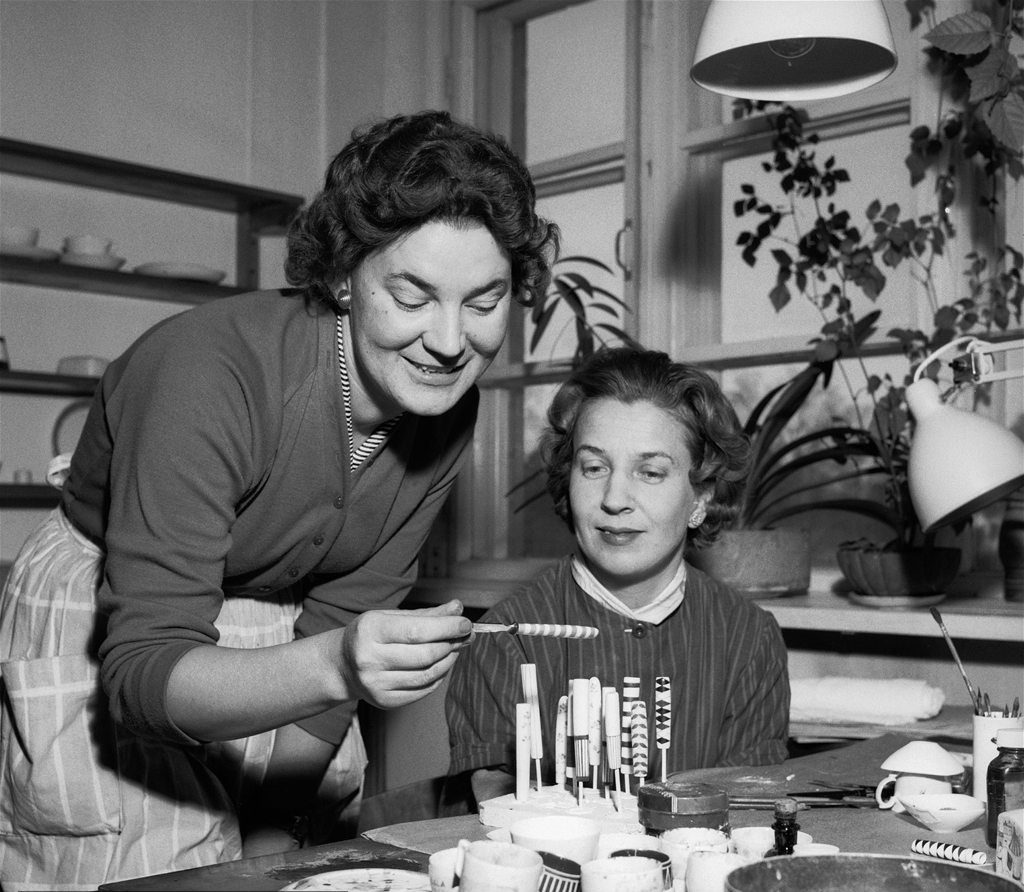
Raija Uosikinnen (l.) en Esteri Tomula
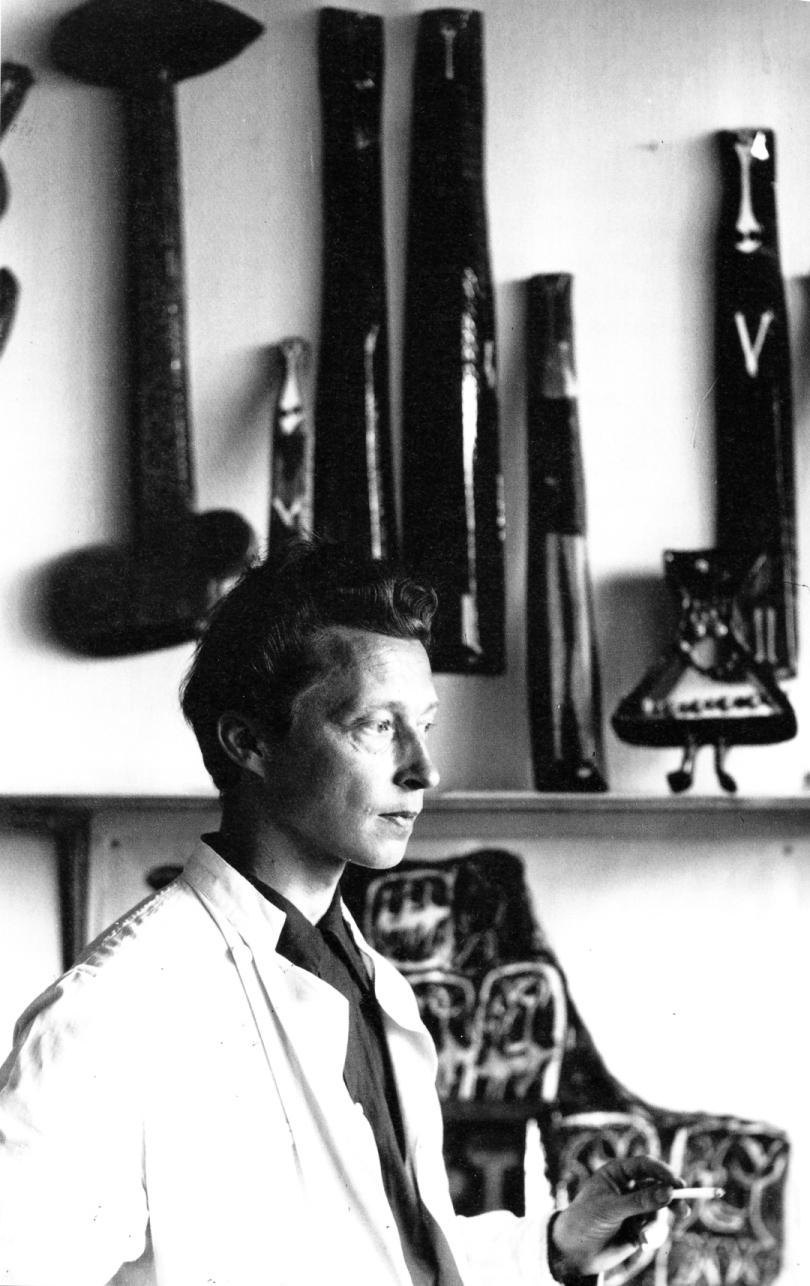
Birger Kaipiainen
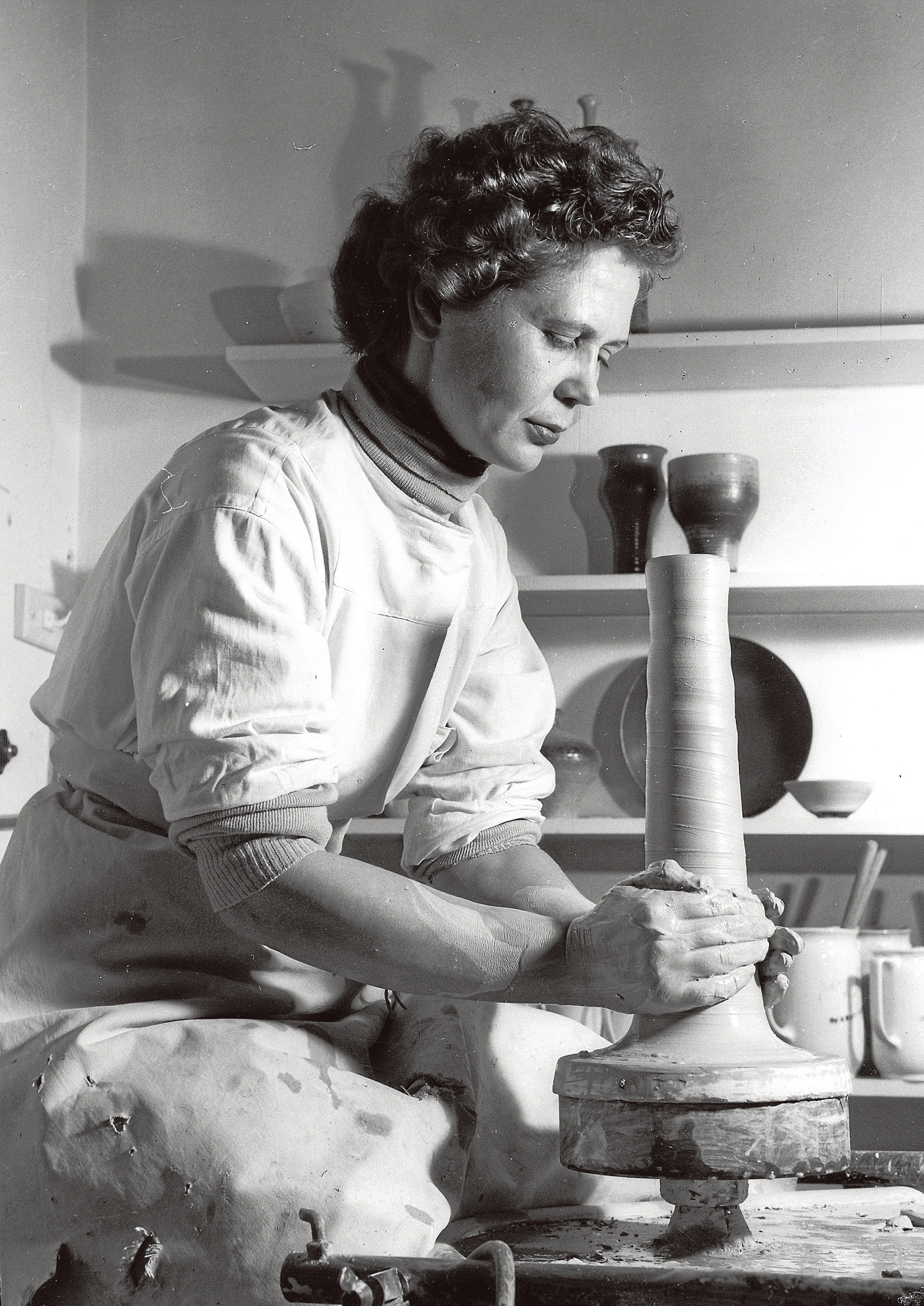
Kyllikki Salmenhaara
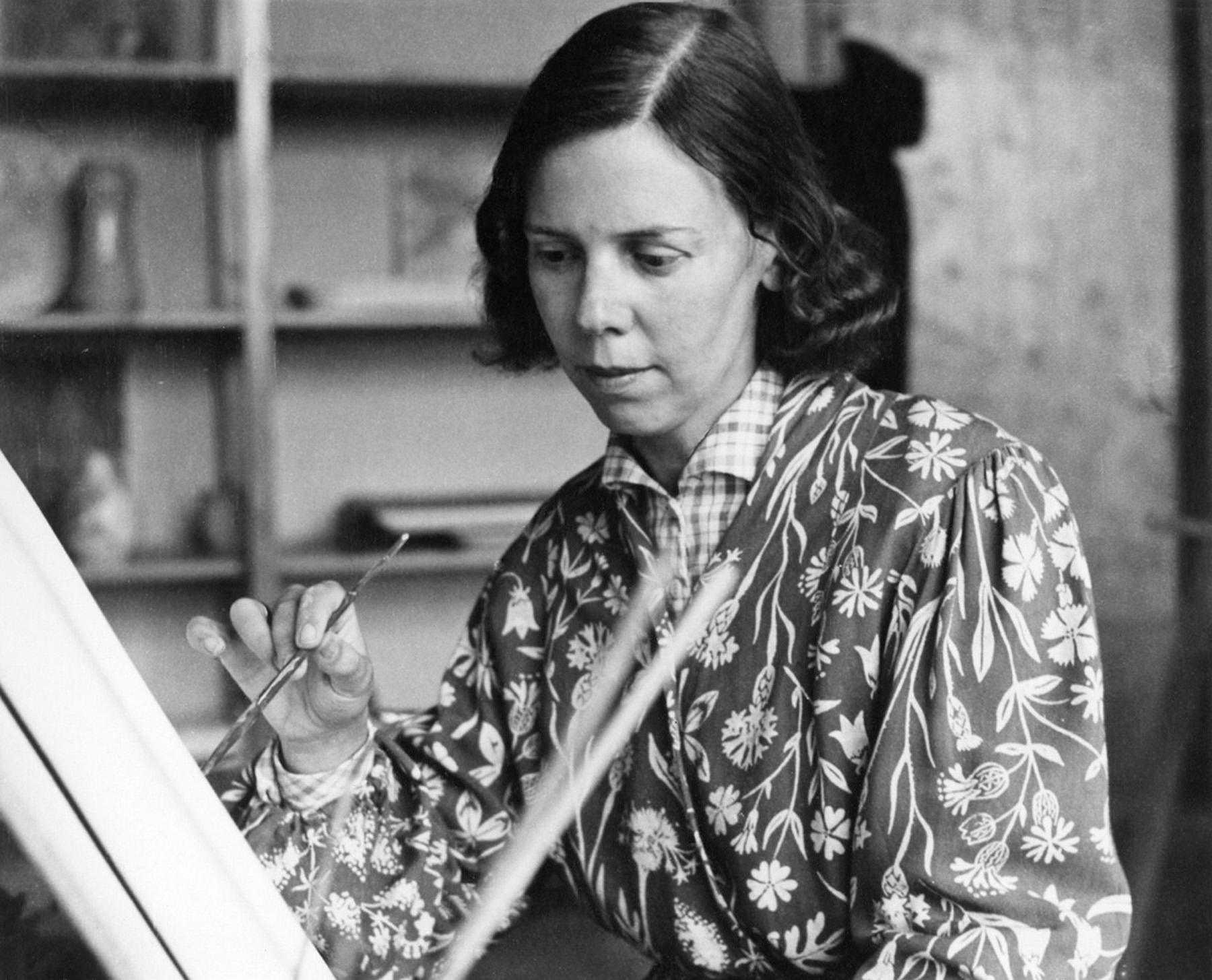
Rut Bryk
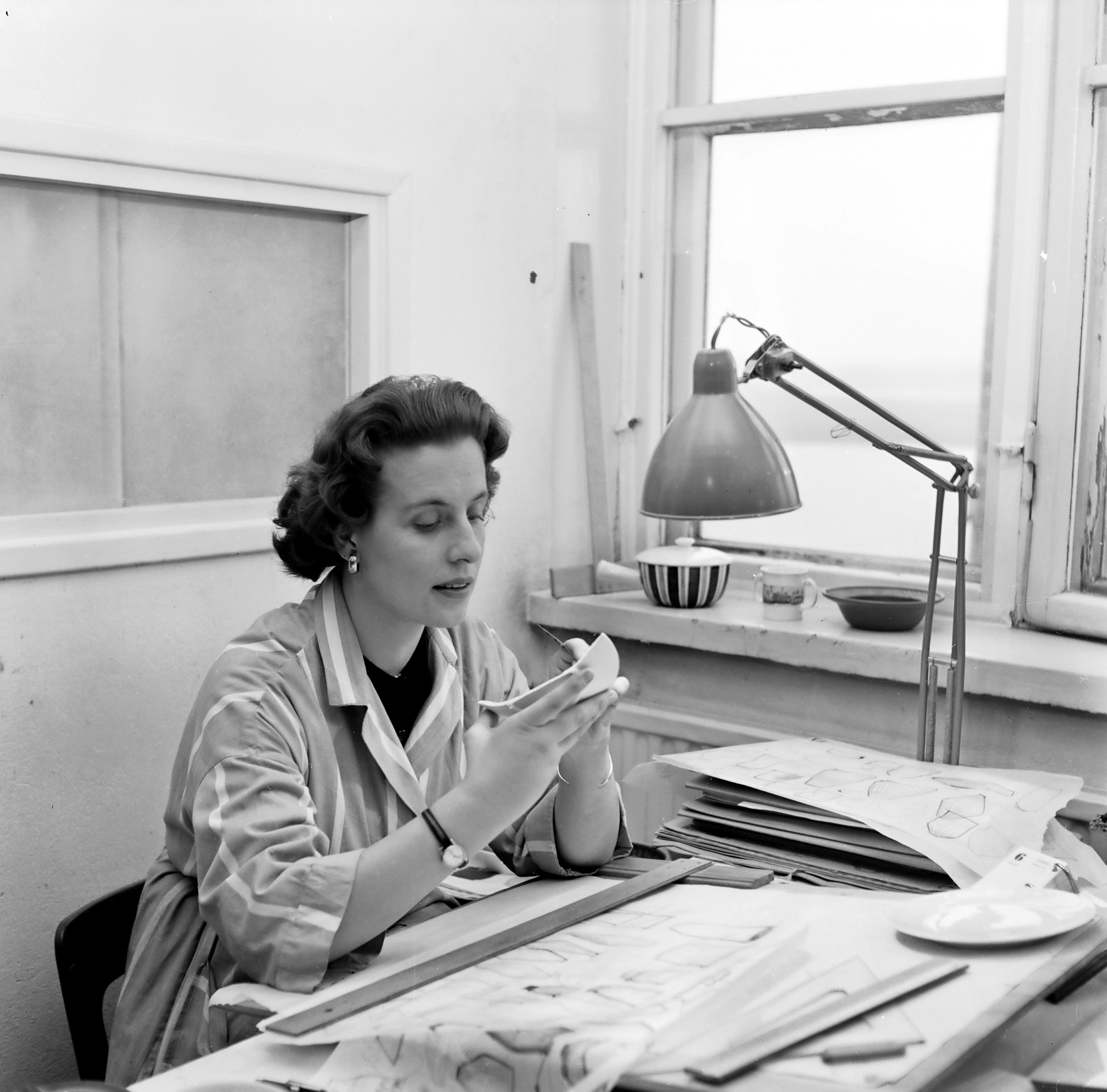
Ulla Procopé
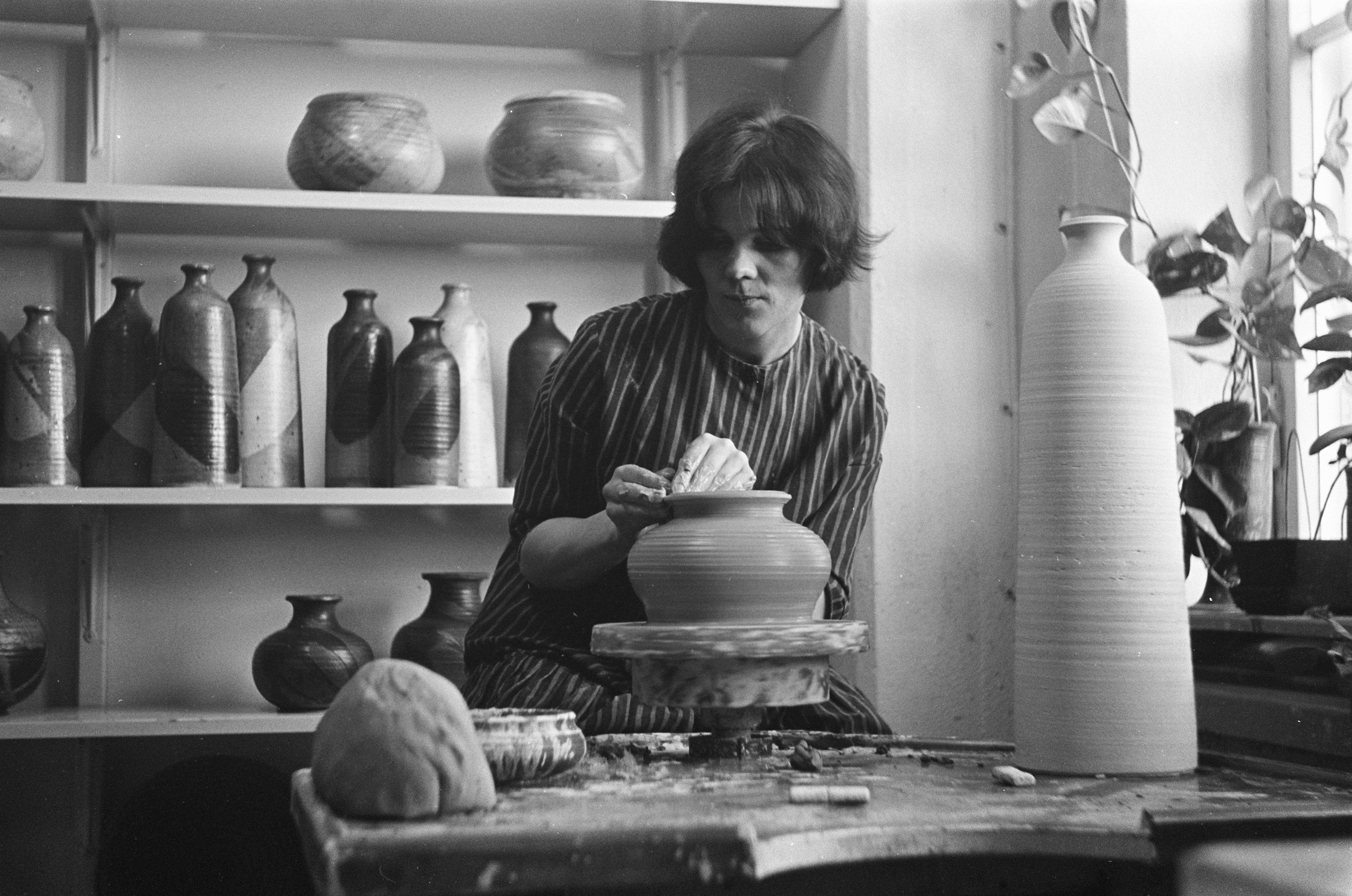
Pottenbakker (onbekend), 1967

Vele ontwerpers hebben gewerkt voor Arabia: Van velen duurde het dienstverband tientallen jaren, wat iets zegt over de onderlinge sfeer en de artistieke vrijheid op de creatieve afdeling van Arabia. Onderstaande lijst is incompleet.
- Kaarina Aho (1925-1990) ontwierp de series Harlekiini, Aprikoosi, Myrtti en Pauliina
- Hilkka-Liisa Ahola (1920-2009) ontwierp onder meer het servies Kukka (bloemen) voor Arabia
- Johan Jacob "Jac" Ahrenberg (1847-1914), bekend architect en kunstcriticus
- Rut Bryk (1916-1999) werd beroemd met keramische tegels
- Kurt Ekholm (1907-1975), artistiek directeur 1932-1948
- Elsa Elenius (1897-1967) ontwierp vele schalen en vazen
- Kaj Franck (1911-1989), kleinzoon van Jac Ahrenberg, artistiek directeur 1948-1951, ontwierp het Kilta-servies
- Laila Hakala (1925-2002) ontwierp de series Lyydia, Esmeralda, Josefina, Villiruusu en Anna
- Friedl Holzer-Kjellberg (1905-1993) maakte vazen, kommen en serviesgoed van 'rijstkorrelporselein', een oude Chinese techniek
- Saara Hopea (1925-1984) ontwierp in de jaren vijftig glaswerk voor Arabia
- Fujiwo Ishimoto (1941) ontwierp de serie Illusia (met Heikki Orvola)
- Greta Lisa Jäderholm-Snellman (1894-1973) ontwierp in de jaren dertig serviezen voor Arabia
- Birger Kaipiainen (1915-1988) ontwierp het Paratiisi-servies en won de Grand Prix op de Triënnale 1960 in Milaan
- Harri Koskinen (1970) ontwierp het Oma-servies
- Stefan Lindfors (1962) ontwierp het Ego-servies
- Richard Lindh (1929-2006) ontwierp het Fennica-servies
- Francesca Lindh-Mascitti (1931) werkte van 1955 tot 1989 voor Arabia
- Tyra Lundgren (1897-1979) ontwierp onder meer Koivunurpu, Egypt, Irma, Dragon, Pirkko en Näkki
- Lea von Mickwitz (1884-1978)
- Toini Muona (1904-1987) ontwierp veel schalen, kommen en vazen
- Thure Öberg (1872-1935) ontwierp Arabia's inzending voor de Wereldtentoonstelling in Parijs in 1900
- Heikki Orvola (1943) ontwierp het 24h-servies met de variant Tuokio en de series Moreeni en Illusia (met Fujiwo Ishimoto)
- Ulla Procopé (1921-1968) ontwierp de series Valencia en Mahonki en het Ruska-servies met de varianten Anemone en Rosmariini
- Kyllikki Salmenhaara (1915-1981)
- Hilkka Säynäjärvi (1917-1988)
- Michael Schilkin (1900-1962) maakte vooral kleine sculpturen van dierenfiguren
- Inkeri Seppälä ontwierp decoraties voor veel servieswerk
- Aune Siimes (1909-1964) won in 1951 en 1954 de Gouden medaille op de Triënnale van Milaan
- Tove Slotte (1957) ontwierp de Mumin-collectie, gebaseerd op de Moem-boekenserie van Tove Jansson
- Oiva Toikka (1931-2019) begon zijn carrière als glaskunstenaar van 1956 tot 1959 bij Arabia
- Esteri Tomula (1920-1998) ontwierp de serviesseries Pastoraali, Fennica en Krokus, en het Esteri-patroon (1973) dat Arabia in 2017 opnieuw uitbracht om het honderdjarig bestaan van de republiek Finland te vieren
- Kati Tuominen-Niittylä (1947) ontwierp de serie Storybirds
- Raija Tuumi (1923-2016)
- Raija Uosikkinen (1923-2004) ontwierp de series Pomona, Emilia en Ali en inspireerde zich ook op de Kalevala
- Sakari Vapaavuori (1920-1989)
- Anja Winquist (1934-2015)

In Arabianranta, nu een trendy woonwijk in Helsinki, zijn straten genoemd naar drie vooraanstaande Arabia-ontwerpers: Kaj Franck, Toini Muona en Birger Kaipiainen.
Iittala en Arabia hebben een gezamenlijk Design Center, met als topontwerpers onder anderen Fujiwo Ishimoto en Heikki Orvola.

## Museum
In 1948 werd het Arabiamuseum in Helsinki geopend. Het Design Museum Arabia aan de Hämeentie in Arabianranta is onderdeel van het Iittala & Arabia Design Centre, een van de musea van het Design Museum Finland. Tot de collectie behoren Arabia-producten uit alle perioden sinds 1873.

## Arabianranta
De wijk waarin het Arabia-gebouw nog steeds een dominante plaats inneemt, is ontwikkeld tot een trendy woon- en werkgebied. Er wonen 10.000 mensen, er werken 5000 mensen bij 300 bedrijven en er is een campus voor 6000 studenten en wetenschappers. De gemeente Helsinki eist van alle projectontwikkelaars en bouwers in dit gebied, dat zij 1 à 2 % van de bouwsom besteden aan kunst.